# Halitherium
Halitherium è un genere estinto di Sirenii vissuto prevalentemente durante l'Oligocene in Europa, Atlantico occidentale e Caraibi.

## Classificazione
Halitherium è il genere tipo della sottofamiglia Halitheriinae, che include anche i generi Eosiren e Eotheroides e si sviluppò tra l'Eocene e l'Oligocene.

## Descrizione
L'animale poteva raggiungere i due metri di lunghezza e presenta una dentatura vagamente simile a quella dei Manatidi (famiglia Trichechidae) in base alla quale viene spesso considerato come possibile antenato del Lamantino. Halitherium ed il successivo Metaxytherium presentano una cavità acetabolare per il bacino ed un rudimentale femore. All'interno delle sue pinne, inoltre, sono stati trovati resti altrettanto rudimentali delle dita. Le costole si sono allungate per aumentare la capacità polmonare al fine di fornire il controllo della galleggiabilità.

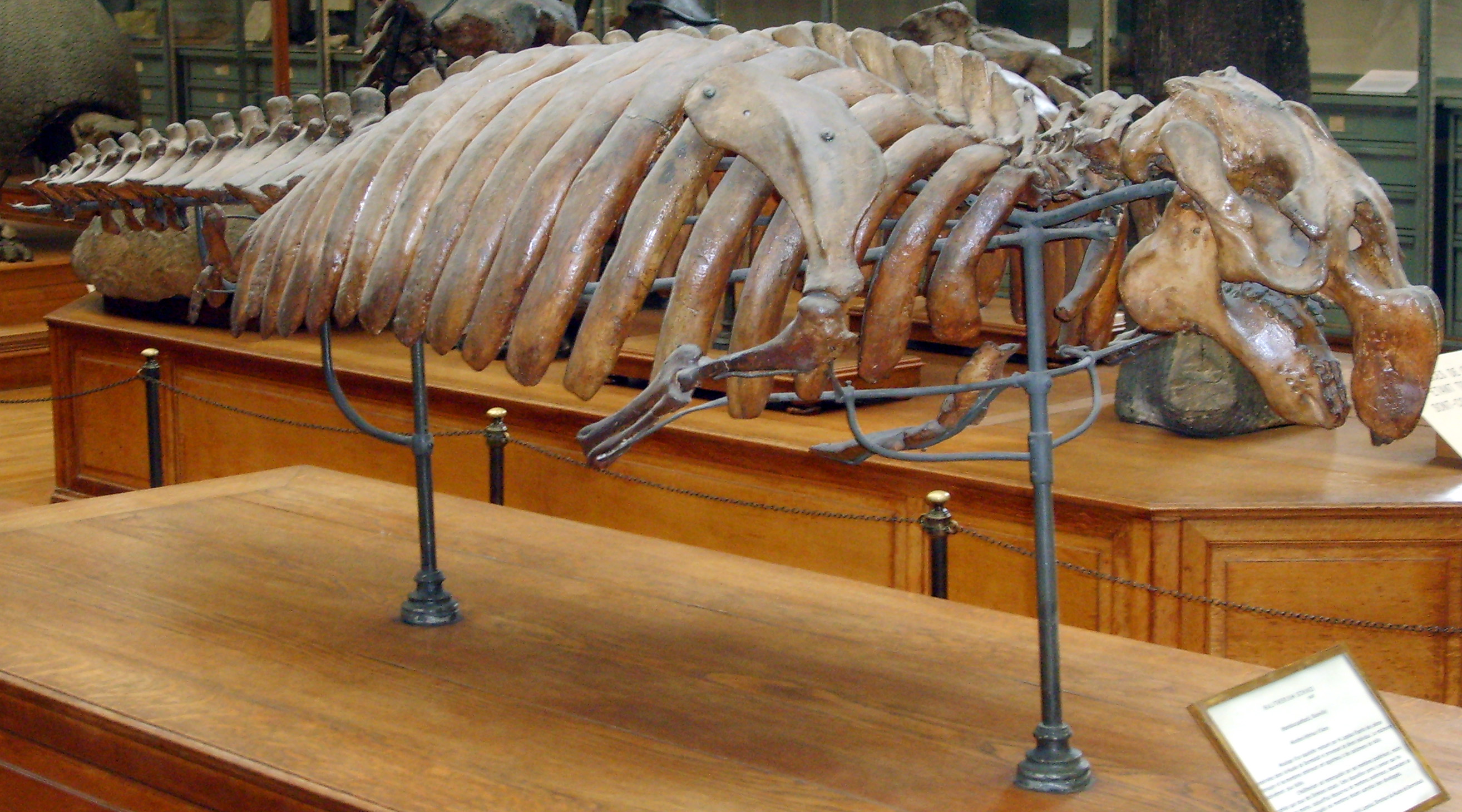
Fossile di Halitherium schinzi

I primi ritrovamenti fossili risalgono al XIX secolo nel bacino di Magonza in Germania, ma l'animale è stato ritrovato in numerose altre rive dell'antico mare della Tetide. Quasi tutte le specie conosciute sono vissute nelle calde acque tropicali dell'Oligocene, tuttavia la recente scoperta della specie H. taulannense avvenuta nel nord della Provenza in Francia e datata all'Eocene superiore sposta di parecchio indietro l'origine di questo genere. I resti, un cranio completo ed una mandibola, consentono di valutare finalmente in maniera corretta l'evoluzione della morfologia cranica dei Dugongidi dall'Eocene alle forme dell'Oligocene e portano nuovi elementi per approfondire lo studio della diversificazione dei primi Sirenii eocenici.
L'isola di Porto Rico si è rivelata ricca di fossili di Sirenii dei periodi Oligocene e Miocene: qui sono stati recuperati in sequenza i fossili di H. antillense, di Caribosiren turneri e di Metaxytherium calvertense che rappresenterebbero un'unica linea monofiletica di Dugongidi dei Caraibi.

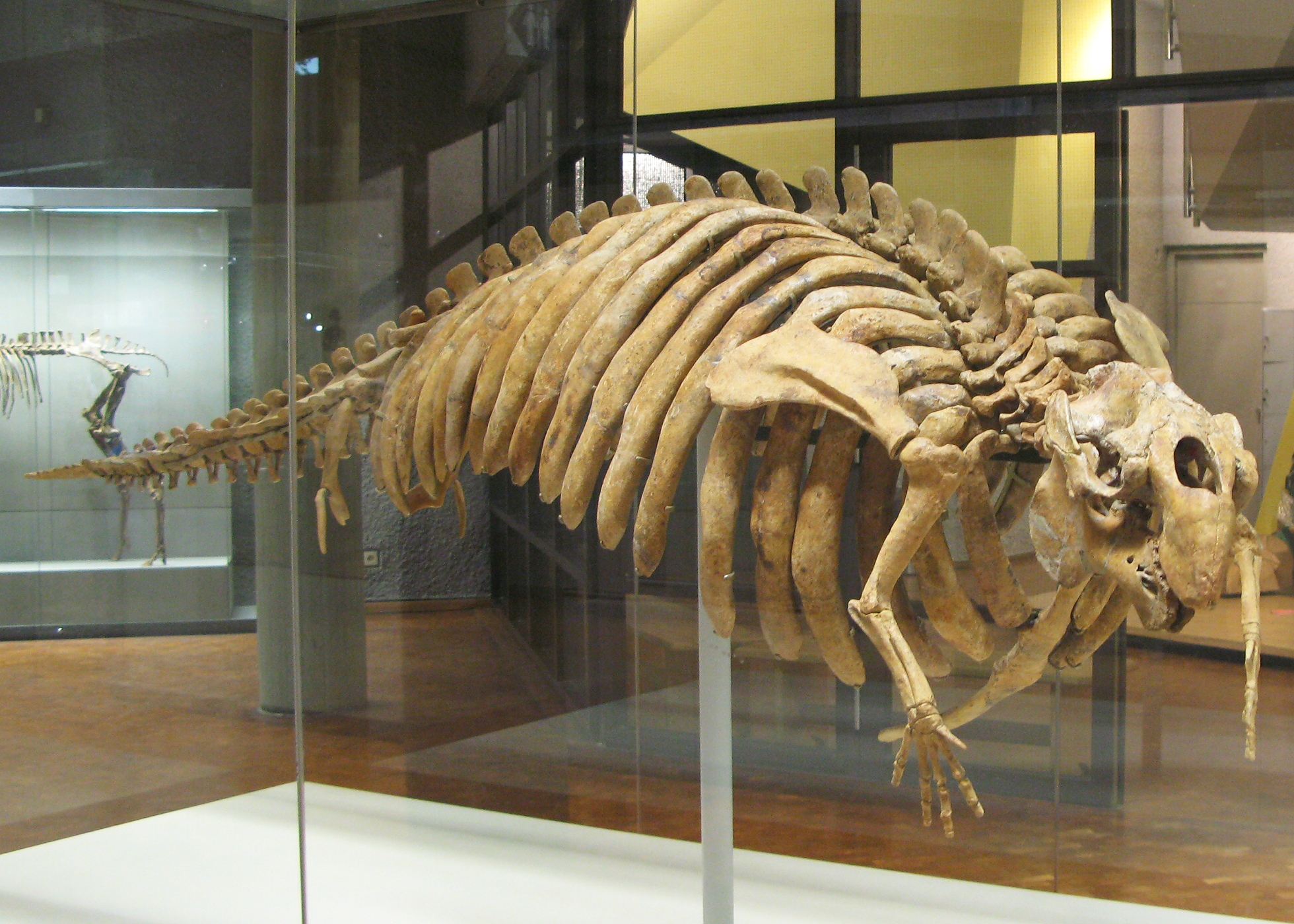
Halitherium di Flonheim

## Specie in precedenza assegnate al genereHalitherium
- Halitherium antillense Matthew, 1916; nomen dubium[2][3]
- Halitherium christolii Fitzinger, 1842 = Lentiarenium[4][5]
- Halitherium bellunense de Zigno, 1875 = Italosiren[6][7]
- Halitherium taulannense Sange, 2001; [8][3]
- Halitherium olseni Rinehart, 1976 = Crenatosiren